# Agilent Technologies
Agilent Technologies — американская компания-производитель измерительного оборудования, электронно-медицинского оборудования и оборудования для химического анализа.
Большинство продуктовых линеек фирмы были разработаны в Hewlett-Packard — американской компании, основанной в 1939 году. В 1999 году продуктовые линейки Hewlett-Packard, не имеющие прямого отношения к компьютерам, хранению информации и обработке изображений, были выделены в отдельную компанию — Agilent. IPO компании в 1999 году стало самым крупным на тот момент в Кремниевой долине: в его ходе было привлечено 2,1 млрд $ инвесторов.
Agilent содержит центральную группу разработки и исследований, Agilent Laboratories, которая проводит исследования в таких областях как МЭМС, нанотехнологии, биохимия. Эта централизованная группа базируется на оригинальных разработках лаборатории Hewlett Packard и была сформирована путём разделения группы лабораторий HP на два подразделения в момент выделения Agilent из состава HP в 1999.

## Продуктовые линейки
Основные продуктовые линейки Agilent включают в себя:
- продукты для измерений и тестирования в электронике, такие как осциллографы, логические анализаторы, генераторы сигналов, анализаторы спектра, векторные анализаторы цепей, атомные силовые микроскопы (AFM), системы автоматического оптического и рентгеновского контроля, внутрисхемные анализаторы и электронные САПРы (EDA).
- продукты для Биохимического и химического анализа, такие как ДНК-микрочипы, жидкостные и газовые хроматографы, масс-спектрометры, ЯМР-спектрометры, молекулярные и атомные спектрометры и т. д.
- продукты для диагностики и геномики, для иммуногистохимических исследований, для исследования гибридизации в тканях, окраски гематоксилином и эозином, особых методов окрашивания, обнаружения мутаций ДНК, генотипирования, определения числа копий гена, определения хромосомных перестроек и метилирования ДНК и количественного анализа экспрессии генов, а также основанные на гель-электрофорезе автоматические системы анализа образцов.

## Собственники
По состоянию на 2017 год большинство акций Agilent Technologies принадлежит институциональным инвесторам (T. Rowe Price, BlackRock, Fidelity Investments, The Vanguard Group, State Street Corporation, и другим).

## История
Agilent Technologies была образована путём отделения оригинальных продуктовых линеек HP от основного производства компании, производящей главным образом компьютеры и оборудование для работы с изображениями. Компания, таким образом, была создана объединением всех некомпьютерных подразделений HP в 1999 году с капиталом 8 млрд $ и примерно 47 000 сотрудников, производящих научное оборудование, полупроводники, устройства для оптических сетей и электронное диагностическое оборудование для телекоммуникаций и беспроводной связи.
В 2001 году Agilent Technologies продала своё подразделение продуктов для здравоохранения и медицины компании Philips Medical Systems. HP Medical Products была вторым старейшим подразделением Hewlett-Packard, появившемся в 1950-х годах. Старше было только первоначальное подразделение измерений и тестирования.
В августе 2005 Agilent Technologies анонсировала продажу Semiconductor Products Group (группы полупроводниковых продуктов), производившей светодиоды, радиочастотные и гибридные интегральные микросхемы, компаниям Kohlberg Kravis Roberts и Silver Lake Partners. Группа, функционировала как частная компания Avago Technologies до августа 2009 года, когда она была акцианирована на IPO. Она продолжает работать под тем же названием как акционерная компания открытого типа. Agilent также продала свой 47 % пакет акций производителя светодиодов Lumileds компании Philips Electronics за миллиард долларов. Lumileds изначально являлась оптоэлектронным подразделением Hewlett-Packard.
В августе 2005 года Agilent анонсировала план отделения своего подразделения тестирования полупроводников, занимающего ниши тестирования систем на кристалле и памяти. Agilent представила новую компанию как Verigy в середине 2006 года на NASDAQ.
В 2009 году Agilent объявила о закрытии подразделения отделения электронных измерений. Данное решение затрагивает продуктовые линейки автоматического оптического контроля, контроля паяльной пасты и автоматического рентгеновского контроля. В 2004 году Agilent сообщала, что контролирует 19 % 244-миллионного (исключая Японию) глобального рынка оптического контроля. 27 июля 2009 года Agilent объявила о планируемой покупке Varian, Inc. за 1,5 млрд $. В ноябре 2009 года Agilent продала продуктовую линейку N2X компании IXIA.
В феврале 2010 года Agilent объявила о продаже подразделения Network Solutions Division компании JDSU за 162 млн $.
В 2011 году компания совместно с Калифорнийским университетом в Дэвисе анонсировали создание Davis Millimeter Wave Research Center (центр микроволновых исследований в Дэвисе). Agilent объявила о расширении своего биохимического отделения за счёт приобретения Halo Genomics, компании, базирующейся в шведском городе Уппсала, которая участвует в разработке технологий секвенирования следующего поколения.
17 мая 2012 года Agilent Technologies согласилась купить Dako, датскую компанию, занимающуюся диагностикой рака, за 2,2 млрд $ с целью расширения своего присутствия в биотехнологической индустрии.
19 сентября 2013 года Agilent Technologies анонсировала решение разделиться на две открытые акционерные компании: Agilent, которая будет ориентирована на биохимический и диагностический рынки и компанию, занимающуюся электронными измерениями, получившую название Keysight Technologies.